# Stilbus pannonicus
Stilbus pannonicus là một loài bọ cánh cứng trong họ Phalacridae. Loài này được Franz miêu tả khoa học năm 1969.